# ピラタス P-2
P-2
P-2-05 U-108号機
(1978年1月撮影)
- 用途：練習機
- 分類：初等練習機
- 製造者：ピラタス・エアクラフト社
- 運用者： スイス空軍
- 初飛行：1945年4月27日
- 生産数：55機[1]
- 運用開始：1946年
- 退役：1981年（スイス空軍）
- 運用状況：退役（民間にて運用中）

P-2（Pilatus P-2 ）は、スイスのピラタス社が開発し、スイス空軍で運用された練習機。

## 設計
空冷V型エンジンのAs 410を1基搭載し、2翅のプロペラを動かして飛行する単発機。主翼は低翼配置となっている。機体は木金混合構造であった。座席配置は直列複座で副操縦装置を持つ。降着装置は尾輪も含めて格納式であるが、価格を抑えるために主脚がBf 109戦闘機と一部共通のものとなっている。他にもスイス空軍で運用されていた機体の部品と同じものがコストダウンのために使用されている。

## 開発
1942年から開発が開始され、1945年4月27日に初飛行した。スイス空軍で1946年より1981年まで運用された。スイス空軍での運用後は民間に売却されており、現在でも練習機や航空ショーの出演機として運用されている。

## 各型
- P-2-01：初期試作型。As 410A-2空冷倒立V型エンジンを搭載した。HB-GAB / A-101 / U-101という番号が指定された。1機製造。
- P-2-02：静的試験機。
- P-2-03：HS-12Mb空冷V型エンジン搭載の試作型。
- P-2-04：P-2-03の武装搭載型。
- P-2-05：As 410A-2エンジン搭載で非武装の量産型。スイス空軍向けに26機製造。
- P-2-06：As 410A-2エンジンと武装を搭載した量産型。スイス空軍向けに26機製造。

## 諸元
P-2-05
- 全長：9.07m
- 全幅：11.0m
- 全高：2.70m
- 自重：1,380kg
- 全備重量：1,800kg
- エンジン：As 410 空冷レシプロエンジン（465馬力）
- 最大速度：340km/h
- 航続距離：865km

## 現存する機体
- すべてが掲載されているわけではない。

| 型名   | 番号                      | 機体写真 | 所在地                             | 所有者                               | 公開状況 | 状態     | 備考                                                                                             |
| ------ | ------------------------- | -------- | ---------------------------------- | ------------------------------------ | -------- | -------- | ------------------------------------------------------------------------------------------------ |
| P-2-05 | U-110 600-30 OK-PTW       |          | チェコ プルゼニ州                  | ラディム・ヴォイータ氏 (Radim Vojta) | 公開     | 飛行可能 | プラハ在住の個人が所有するもので、プルゼニ州のクラシック・トレーナーズという財団が管理している。 |
| P-2-05 | U-117 600-37 F-AZCC       |          | フランス ドローム県                | サン＝ランバート＝ダルボン飛行場     | 非公開   | 飛行可能 |                                                                                                  |
| P-2-05 | A-126 U-126 46 OO-PII     |          |                                    |                                      | 公開     | 飛行可能 |                                                                                                  |
| P-2-06 | U-113 U-142 600-62 N5241M |          | アメリカ カリフォルニア州          | プレインズ・オヴ・フェイム航空博物館 | 公開     | 飛行可能 | []旧塗装                                                                                         |
| P-2-06 | U-123 U-152 600-72 F-AZCE |          | フランス ピュイ＝ド＝ドーム県      | ジャン・サリス氏                     | 非公開   | 飛行可能 | ドイツ空軍所属Bf 109のような塗装となっている。                                                   |
| P-2-06 | U-128 U-157 600-77 D-ETAB |          | ノルトライン＝ヴェストファーレン州 | シュタットローン＝フリードゥン空港   | 公開     | 飛行可能 |                                                                                                  |